# Murusraptor barrosaensis
Murusraptor barrosaensis es la única especie conocida del género extinto Murusraptor ("ladrón del muro") de dinosaurio terópodo megarraptórido, que vivió a finales del período Cretácico, entre 93 a 89 millones de años, durante el Coniaciense, en lo que es ahora Sudamérica.

## Descripción

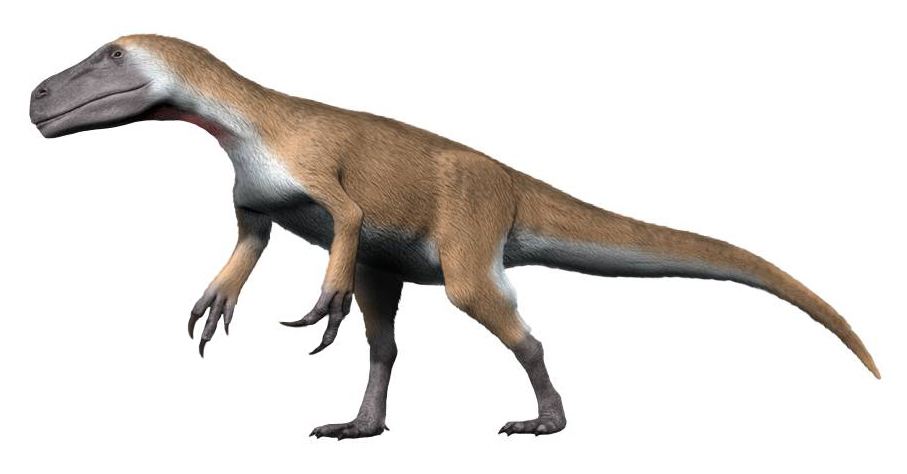
Restauración

Se estima que este animal mediría unos 6.4 metros de longitud, y se considera que representa un ejemplar inmaduro, ya que las suturas craneanas en su neurocráneo aún no habían desaparecido. Esto indica que pudo haber sido potencialmente más grande de alrededor de los 9 metros. Los elementos del esqueleto recuperados del espécimen tipo de Murusraptor incluyen un cráneo parcial consistente en un neurocráneo completo, los huesos lacrimal, prefrontal, postorbital, el cuadrado, pterigoides, ectopterigoides y dientes además de doce vértebras de varias partes de la columna, once costillas torácicas, un único arco hemal, varias gastralia, una falange ungual de la mano, el ilion izquierdo completo, parte del ilion derecho, los extremos proximales de los pubis, los extremos distales de los isquiones, la tibia derecha, y un calcáneo. El análisis del esqueleto reveló características anatómicas hasta entonces no vistas en los Megaraptora, particularmente en el cráneo y las caderas. Los análisis de la parte posterior del cráneo indican que, como ocurre en su pariente Megaraptor, Murusraptor probablemente tendría un hocico alargado y estrecho. Un hecho interesante es que sus costillas del sacro son huecas.

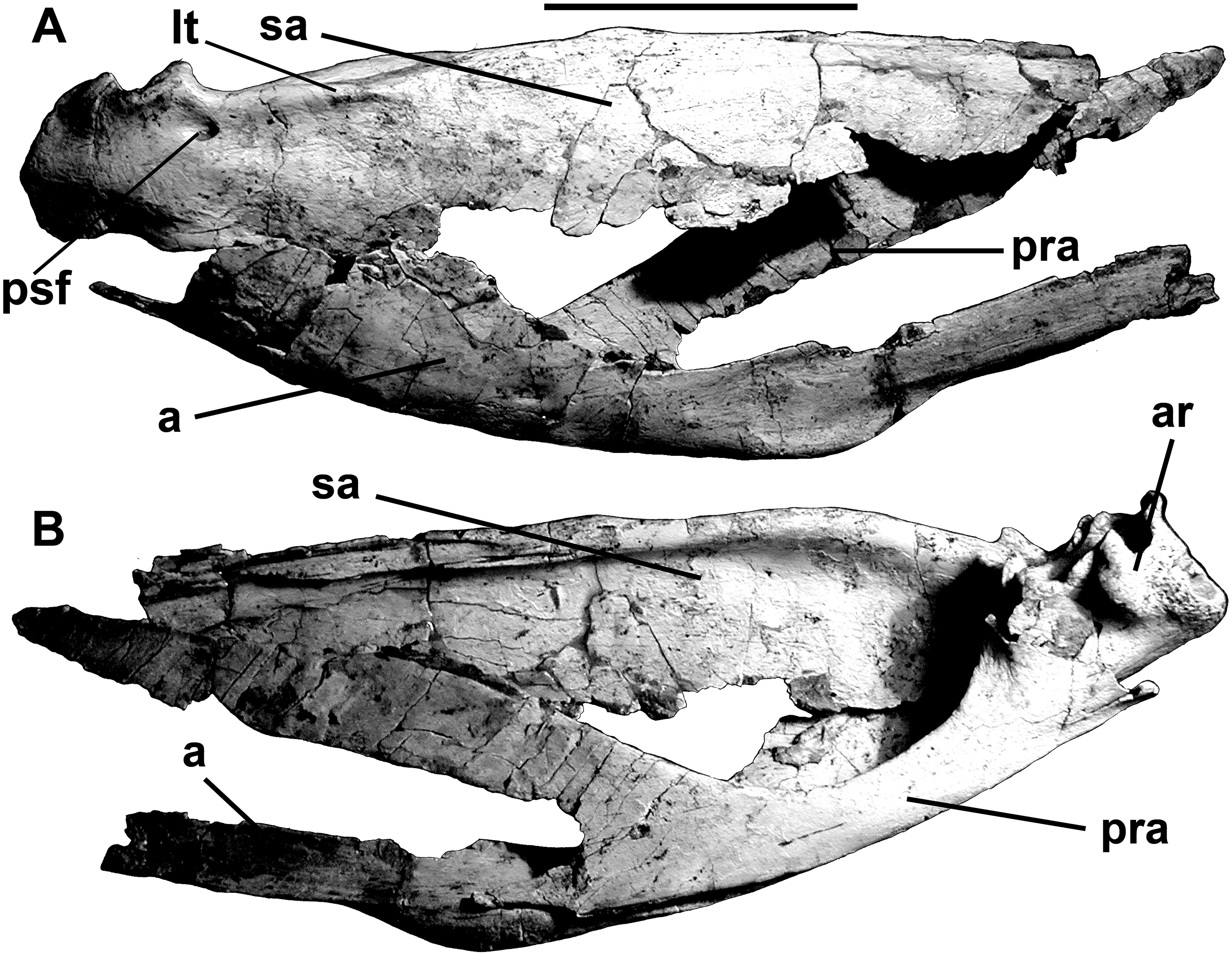
Parte posterior de la mandíbula.

Coria y Currie establecieron algunos rasgos distintivos de Murusraptor. La rama frontal del lagrimal es más larga que la rama descendente es alta. En la mandíbula inferior, el surangular muestra una plataforma ósea en su lado externo, debajo de la ranura entre la abertura surangular frontal y la muesca de la rama posterior superior del dentario, que contribuye a la articulación lateral. Las costillas sacras son huecas y tubulares. Los isquiones son cortos, aplanados transversalmente y verticalmente ligeramente ensanchados. Estos dos últimos rasgos son autapomorfías inequívocas , cualidades derivadas únicas, ya que son únicos dentro de todo el Theropoda.
Además, está presente una combinación única de rasgos que en sí mismos no son únicos. En la caja del encéfalo, el proceso basipterygoide está situado en la parte frontal inferior de la base del esfenoide, mientras que la entrada de la depresión profunda del receso base del esfenoide se dirige oblicuamente hacia arriba y hacia atrás. El esfenoide base muestra una muesca ancha y poco profunda entre la tubera basilaria y el proceso basipterygoide. Los huesos del galón son bastante rectos.

## Historia

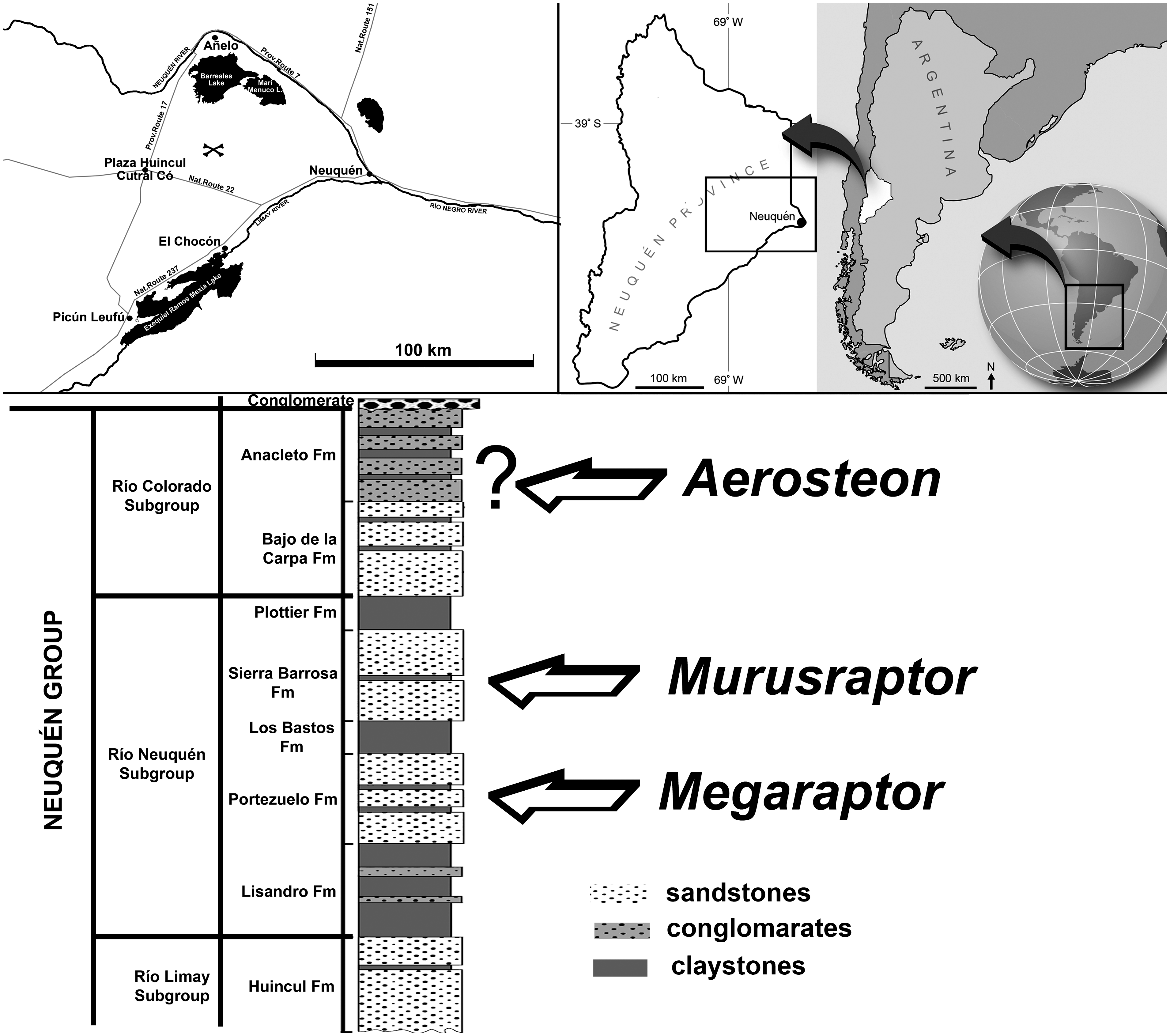
Lugar donde se encontró el holotipo y contexto geológico.

Sus restos fósiles se han encontrado en estratos que datan del período Cretácico, durante el Coniaciano, en la Formación Sierra Barrosa, parte del Grupo Neuquén, en la Patagonia, Argentina, Suramérica. En 2001, Sergio Saldivia, preparador del Museo Carmen Funes, a treinta kilómetros al noreste de Plaza Huincul en una pared del cañón, descubrió el esqueleto de un dinosaurio terópodo nuevo para la ciencia. Durante ese año y 2002 los restos fueron asegurados. En 2016, la especie tipo Murusraptor barrosaensis fue nombrada y descrita por Rodolfo Aníbal Coria y Philip John Currie.
El holotipo , MCF-PVPH-411 consiste en un esqueleto parcial con cráneo, de un individuo inmaduro. Los elementos esqueléticos recuperados para este tipo de muestra de Murusraptor incluyen un cráneo parcial que consiste en una caja cerebral completa con frontales y parietales, lagrimal derecho, prefrontal, postorbital, cuadrado, pterigoideo, epipterigoideo y ectopterigoideo, treinta y un dientes, los elementos posteriores del derecho mandíbula inferior, doce vértebras desde la parte posterior, sacro y cola, once costillas torácicas, un solo arco hemal o hueso de cheuron, varias gastralia, un tercer ungual manual, ilion izquierdo completo, parte de un ilion derecho, extremos proximales de ambos huesos púbicos, extremos distales del isquion, la tibia derecha y un calcáneo.

### Etimología
El nombre del género deriva de la palabra murus, que es un término en latín para "pared", refiriéndose a que el espécimen fue hallado en la pared de un cañón, mientras que el término latino raptor significa "ladrón"; "barrosaensis", el nombre de la especie, alude a la Sierra Barrosa, la localidad donde fue recogido el espécimen.

## Clasificación

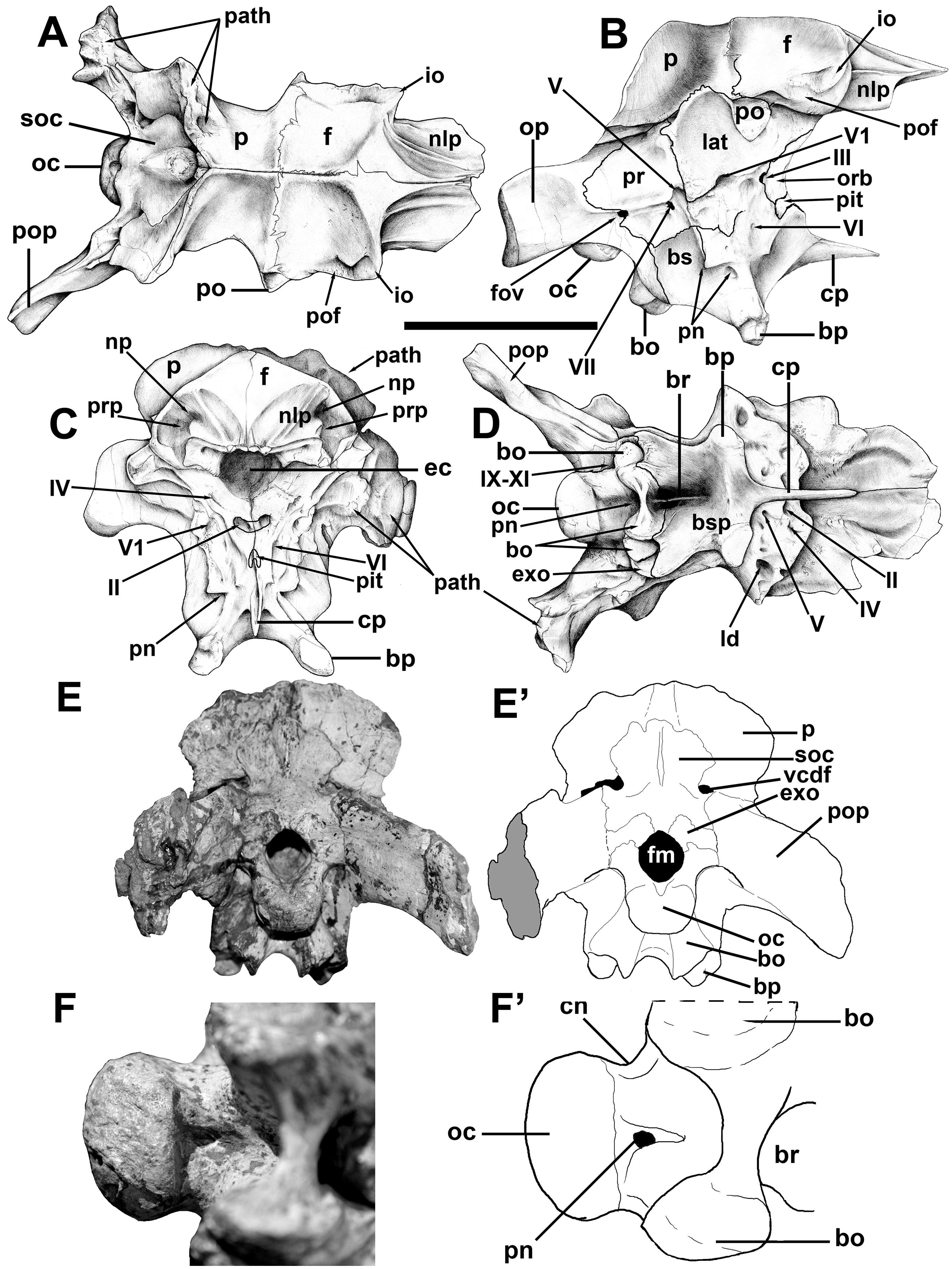
Ilustración y fotos de la base del cráneo; en E es claramente visible que la mitad izquierda está deformada

Murusraptor es un megarraptorano, miembro de un grupo de grandes dinosaurios depredadores cuya clasificación exacta permanece en discusión. Alguna vez considerados como dromeosáuridos, han sido clasificados tanto como carnosaurios alosauroideos como celurosaurios tiranosauroideos. Aunque el descubrimiento de Murusraptor no ayuda a clarificarla situación de esta familia de terópodos, el espécimen en cambio si permite un mayor entendimiento de algunos aspectos de la anatomía de los megarraptoranos y potencialmente, una clasificación eventual de Megaraptora dentro del árbol familiar de los terópodos.

### Filogenia
El siguiente cladograma sigue el análisis de Coria y Currie de su trabajo de 2016 con Megaraptora miembro de Carnosauria.

|  | Fukuiraptor     |
|  |                 |
|  | Australovenator |
|  |                 |

|  | Megaraptor  |
|  |             |
|  | Murusraptor |
|  |             |
|  | Aerosteon   |
|  |             |
|  | Orkoraptor  |
|  |             |

|  | Fukuiraptor     |
|  |                 |
|  | Australovenator |
|  |                 |

|  | Megaraptor  |
|  |             |
|  | Murusraptor |
|  |             |
|  | Aerosteon   |
|  |             |
|  | Orkoraptor  |
|  |             |

|  | Fukuiraptor     |
|  |                 |
|  | Australovenator |
|  |                 |

|  | Megaraptor  |
|  |             |
|  | Murusraptor |
|  |             |
|  | Aerosteon   |
|  |             |
|  | Orkoraptor  |
|  |             |

|  | Fukuiraptor     |
|  |                 |
|  | Australovenator |
|  |                 |

|  | Megaraptor  |
|  |             |
|  | Murusraptor |
|  |             |
|  | Aerosteon   |
|  |             |
|  | Orkoraptor  |
|  |             |

|  | Fukuiraptor     |
|  |                 |
|  | Australovenator |
|  |                 |

|  | Megaraptor  |
|  |             |
|  | Murusraptor |
|  |             |
|  | Aerosteon   |
|  |             |
|  | Orkoraptor  |
|  |             |

|  | Fukuiraptor     |
|  |                 |
|  | Australovenator |
|  |                 |

|  | Megaraptor  |
|  |             |
|  | Murusraptor |
|  |             |
|  | Aerosteon   |
|  |             |
|  | Orkoraptor  |
|  |             |

|  | Fukuiraptor     |
|  |                 |
|  | Australovenator |
|  |                 |

|  | Megaraptor  |
|  |             |
|  | Murusraptor |
|  |             |
|  | Aerosteon   |
|  |             |
|  | Orkoraptor  |
|  |             |

|  | Fukuiraptor     |
|  |                 |
|  | Australovenator |
|  |                 |

|  | Megaraptor  |
|  |             |
|  | Murusraptor |
|  |             |
|  | Aerosteon   |
|  |             |
|  | Orkoraptor  |
|  |             |

|  | Fukuiraptor     |
|  |                 |
|  | Australovenator |
|  |                 |

|  | Megaraptor  |
|  |             |
|  | Murusraptor |
|  |             |
|  | Aerosteon   |
|  |             |
|  | Orkoraptor  |
|  |             |

|  | Fukuiraptor     |
|  |                 |
|  | Australovenator |
|  |                 |

|  | Megaraptor  |
|  |             |
|  | Murusraptor |
|  |             |
|  | Aerosteon   |
|  |             |
|  | Orkoraptor  |
|  |             |

|  | Fukuiraptor     |
|  |                 |
|  | Australovenator |
|  |                 |

|  | Megaraptor  |
|  |             |
|  | Murusraptor |
|  |             |
|  | Aerosteon   |
|  |             |
|  | Orkoraptor  |
|  |             |

|  | Fukuiraptor     |
|  |                 |
|  | Australovenator |
|  |                 |

|  | Megaraptor  |
|  |             |
|  | Murusraptor |
|  |             |
|  | Aerosteon   |
|  |             |
|  | Orkoraptor  |
|  |             |

|  | Fukuiraptor     |
|  |                 |
|  | Australovenator |
|  |                 |

|  | Megaraptor  |
|  |             |
|  | Murusraptor |
|  |             |
|  | Aerosteon   |
|  |             |
|  | Orkoraptor  |
|  |             |

|  | Fukuiraptor     |
|  |                 |
|  | Australovenator |
|  |                 |

|  | Megaraptor  |
|  |             |
|  | Murusraptor |
|  |             |
|  | Aerosteon   |
|  |             |
|  | Orkoraptor  |
|  |             |

|  | Fukuiraptor     |
|  |                 |
|  | Australovenator |
|  |                 |

|  | Megaraptor  |
|  |             |
|  | Murusraptor |
|  |             |
|  | Aerosteon   |
|  |             |
|  | Orkoraptor  |
|  |             |

|  | Fukuiraptor     |
|  |                 |
|  | Australovenator |
|  |                 |

|  | Megaraptor  |
|  |             |
|  | Murusraptor |
|  |             |
|  | Aerosteon   |
|  |             |
|  | Orkoraptor  |
|  |             |

El siguiente cladograma sigue el análisis de Coria y Currie de su trabajo de 2016 con Megaraptora miembro de Coelurosauria.

|  | Fukuiraptor     |
|  |                 |
|  | Australovenator |
|  |                 |

|  | Megaraptor  |
|  |             |
|  | Murusraptor |
|  |             |
|  | Aerosteon   |
|  |             |
|  | Orkoraptor  |
|  |             |

|  | Fukuiraptor     |
|  |                 |
|  | Australovenator |
|  |                 |

|  | Megaraptor  |
|  |             |
|  | Murusraptor |
|  |             |
|  | Aerosteon   |
|  |             |
|  | Orkoraptor  |
|  |             |

|  | Fukuiraptor     |
|  |                 |
|  | Australovenator |
|  |                 |

|  | Megaraptor  |
|  |             |
|  | Murusraptor |
|  |             |
|  | Aerosteon   |
|  |             |
|  | Orkoraptor  |
|  |             |

|  | Fukuiraptor     |
|  |                 |
|  | Australovenator |
|  |                 |

|  | Megaraptor  |
|  |             |
|  | Murusraptor |
|  |             |
|  | Aerosteon   |
|  |             |
|  | Orkoraptor  |
|  |             |

## Paleobiología

### Patología
El espécimen tipo de Murusraptor muestra signos de infecciones graves alrededor del lado izquierdo de su caja cerebral. Dos marcas de dientes, probablemente infligidas por otro terópodo, son visibles delante y debajo de la cresta nucal en el cráneo. Debido a las infecciones, todo el lado izquierdo del occipucio , la parte posterior de la cabeza, estaba deformado. Algunas de las costillas también estaban infectadas. Se desconoce si esto contribuyó o no a la muerte del terópodo.